# ألبرت تي. دان
ألبرت تي. دان هو سياسي كندي، ولد في 6 فبراير 1842، وتوفي في 30 أبريل 1916. انتخب عضو الجمعية التشريعية لنيو برونزويك ‏.